# 露比·洛夫特斯生产闭锁环

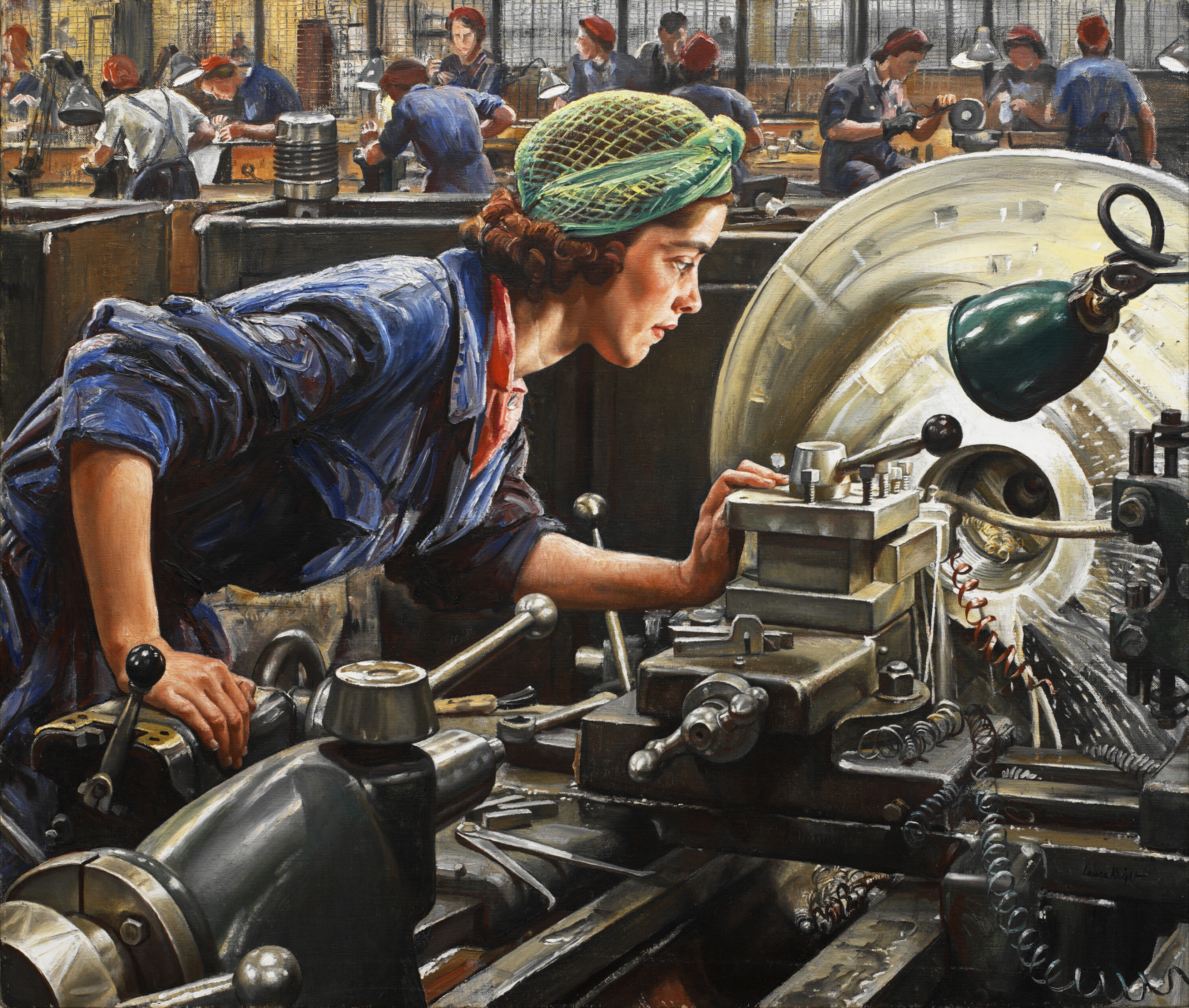

露比·洛夫特斯生产闭锁环（英語：Ruby Loftus Screwing a Breech Ring）是由英国现实主义女画家劳拉·奈特于1943年所创作。画中的年轻女性是露比·洛夫特斯（Ruby Loftus，1921-2004）。
二战期间，她在英国一家工厂的车床前工作。英国战时艺术委员会 （The War Artists' Advisory Committee）委托劳拉·奈特创作这幅油画。目前这幅油画收藏于帝国战争博物馆。